# Cantón de Évian-les-Bains
El cantón de Évian-les-Bains (en francés canton d'Évian-les-Bains) es una circunscripción electoral francesa situada en el departamento de Alta Saboya, de la región de Auvernia-Ródano-Alpes.
Fue creado en 1860. Al aplicar el decreto n.º 2014-153 del 13 de febrero de 2014 sufrió una redistribución comunal con cambios en los límites territoriales que entró en vigor en el momento de la renovación general de asamblearios departamentales en marzo de 2015.

## Composición
El cantón está formado por treinta y tres comunas:
| - Évian-les-Bains (bureau centralisateur) - Abondance - Bernex - Bonnevaux - Champanges - Châtel - Chevenoz - Essert-Romand - Féternes - La Baume - La Chapelle-d'Abondance - La Côte-d'Arbroz - La Forclaz - La Vernaz - Larringes - Le Biot - Les Gets | - Lugrin - Marin - Maxilly-sur-Léman - Meillerie - Montriond - Morzine - Neuvecelle - Novel - Publier - Saint-Gingolph - Saint-Jean-d'Aulps - Saint-Paul-en-Chablais - Seytroux - Thollon-les-Mémises - Vacheresse - Vinzier |

## Demografía
| 16 323 | 17 232 | 18 898 | 22 965 | 25 047 | 31 019 | 49 892 |
| Para los censos de 1962 a 1999 la población legal corresponde a la población sin duplicidades (Fuente: INSEE [Consultar]) |        |        |        |        |        |        |

## Réferencias
1. ↑  Légifrance (ed.). «Decreto nº 2014-153 del 13 de febrero de 2014». (en francés)